# Сацебелі
Сацебелі (груз. საწებელი — соус, підливка) — грузинський томатний соус.
Існує кілька рецептів соусу Сацебелі. Складники: вода питна, томатна паста (23,5 %), оцет спиртовий, крохмаль кукурудзяний, сіль кухонна, сушені овочі (цибуля, перець солодкий, часник), прянощі (перець червоний, коріандр, пажитник, кріп, базилік, чабер), натуральний екстракт часнику.